# Campanula edulis
Campanula edulis là loài thực vật có hoa trong họ Hoa chuông. Loài này được Forssk. mô tả khoa học đầu tiên năm 1775.